# Marianne (roman)
Pour les articles homonymes, voir Marianne.
Marianne est un court roman de l'écrivaine française George Sand publié en 1875 dans la Revue des deux Mondes puis paru en volume. C'est un roman réaliste et un roman d'amour qui relate les relations entre un homme d'âge moyen et une jeune femme dans le Centre de la France.

## Résumé
L'intrigue se déroule dans la ville de La Faille-sur-Gouvre, quelque part dans le Centre de la France, dans les années 1820. Marianne Chevreuse est une jeune femme âgée de 25 ans, dotée d'une bonne fortune, mais qui n'a encore accepté aucune offre de mariage et vit seule. Elle est très attachée à sa liberté et fait jaser par son indépendance et par le fait qu'elle monte seule à cheval. Pierre André, qui a été son parrain, est un homme âgé d'une quarantaine d'années qui vit en célibataire auprès de sa vieille mère. En dépit de son expérience, il se sent déjà usé et désillusionné par la vie. En dépit de son intelligence, de ses capacités au travail, de son goût pour la nature et les voyages, sa carrière de précepteur à Paris puis à l'étranger a tourné court et il a fini par retourner vivre à la campagne. 
Pierre pense n'éprouver que de l'amitié pour Marianne, mais éprouve une certaine fascination pour sa personnalité, qui reste pour lui mystérieuse. Lorsqu'un ami parisien, M. Gaucher, lui demande par lettre de l'aider à faire épouser Marianne à son fils, le peintre Philippe Gaucher, Pierre André s'en trouve bizarrement agacé. Mais il n'a pas le temps de refuser : déjà Philippe est en route pour La Faille-sur-Gouvre. Perturbé, Pierre, qui aime les longues promenades et l'écriture, met par écrit ses réflexions sur un carnet, mais finit mécontent de lui-même. Emporté par sa rêverie, il se retrouve à la porte du domaine de Validat où vit Marianne. Il la rencontre involontairement. Tous deux sont surpris et gênés. Pierre informe Marianne de l'offre de M. Gaucher, et l'invite en outre à revenir les voir souvent afin de tenir compagnie à sa mère. La conversation les perturbe tous les deux. De retour chez sa mère, celle-ci est désolée de l'arrivée d'un prétendant et trouve que c'est Pierre qui est épris de Marianne, ce dont il se défend. Marianne vient faire une partie de jeu de société avec Mme André. Elle se dit curieuse de s'instruire. 
Le lendemain, au marché, Pierre André rencontre Philippe Gaucher, arrivé un jour en avance. Le jeune peintre l'agace. Sur le chemin, ils rencontrent Marianne, et les deux jeunes gens se font bonne impression : Marianne a l'air d'apprécier l'audace de Philippe et Philippe la beauté de Marianne. Pierre s'en émeut, mais se contraint à jouer son rôle de parrain strictement, d'autant qu'il ne croit pas en ses chances de réussite s'il tentait de séduire lui-même Marianne. Philippe Gaucher est accueili chez la mère et le fils André, où il déplaît beaucoup à Mme André. Le soir, une fois Philippe couché, Pierre se rend compte qu'il a perdu son carnet, mais Mme André l'a retrouvé et le lui rend. Mme André encourage Pierre à surmonter sa timidité, mais celui-ci ne veut rien entendre. À une heure du matin, Pierre André surprend Philippe en route seul vers la campagne. Le peintre veut aller déposer une offrande de fleurs devant la maison de Marianne. L'idée est susceptible de mettre toute la région au courant de ses prétentions, mais Pierre ne peut rien y redire. Il note avec soulagement que Philippe part vers le mauvais domaine. Pierre, sous prétexte de surveiller les abords de Validat au cas où Philippe s'enhardirait trop, s'y trouve au matin et croise Marianne. Celle-ci lui déclare que, si Philippe lui plaisait, elle ne l'épouserait qu'avec l'approbation de Pierre puisqu'il est son parrain. Celui-ci veut la laisser pleinement libre de son choix, ce dont elle semble vexée : elle redevient froide et distante avec lui et il en a les larmes aux yeux, ce qui n'échappe pas à la jeune femme. En réalité Marianne a des sentiments pour Pierre, mais elle s'étonne de ne pas parvenir à les lui faire avouer et aimerait qu'il se montre plus entreprenant.
L'heure du repas de midi étant venue, Pierre et Mme André ainsi que Philippe se rendent au domaine de Validat où il est prévu que Marianne les accueillera. Pierre remarque avec plaisir la déconvenue de Philippe devant le modeste aspect de la demeure. Ils contournent la maison pour gagner le jardin et aperçoivent en passant un petit salon Louis XV restauré par Marianne qui charme Philippe et lui fait dire que la jeune femme « a le type duchesse ». Marianne a installé la table dans le jardin, qui enchante aussitôt Pierre, amateur de sciences naturelles et amoureux des beautés de la nature. Enthousiaste, Pierre oublie sa timidité pour discuter du jardin avec Marianne. Le repas qui suit l'attriste : Marianne se montre coquette et semble réceptive aux avances peu subtiles de Philippe. Pierre et sa mère finissent par se retirer, en dépit des encouragements discrets de Mme André pour que son fils reste. Pierre et Mme André sont très attristés par l'absence prolongée de la jeune femme et de son prétendant, jusqu'au moment où Marianne revient seule et leur explique qu'elle a refusé l'offre de Philippe. Elle avait apprécié sa hardiesse, mais il s'est avéré un fat autoritaire qui voulait brusquer le mariage. Elle le lui a dit franchement et ils se sont disputés. Marianne déclare alors ses sentiments pour Pierre, qui avoue les siens avec émotion. Philippe repart pour la campagne, amusé plus que profondément déçu, et les trois provinciaux publient le lendemain les bans du mariage de Pierre André et de Marianne Chevreuse.

## Histoire éditoriale
Marianne paraît d'abord sous le titre Marianne Chevreuse dans les numéros du 1er et du 15 août 1875 de la Revue des deux Mondes. Il est ensuite republié en volume sous le titre Marianne, regroupé avec le roman La Tour de Percemont, à Paris, chez Calmann-Lévy, en 1976. Par la suite, le roman ne semble plus avoir été réédité avant le XXIe siècle. En 2008, il est réédité à Saint-Malo chez P. Galodé. En 2009, il est réédité à Paris chez Magnard, dans la collection pour la jeunesse « Classiques & contemporains : collège, LP », avec une présentation, des notes, des questions et un après-texte établis par François Tacot. En 2016, Marianne est réédité à Clermont-Ferrand aux éditions Paleo.